# Agylla asra
Agylla asra là một loài bướm đêm thuộc phân họ Arctiinae, họ Erebidae.